# 幸宮神社 (幸手市)
幸宮神社（さちのみやじんじゃ）は、埼玉県幸手市中四丁目11番30号（旧地名：大字幸手字裏町）に所在する神社である。

## 概要
この幸宮神社は誉田別之命・経津主之命・大物主之命・倉稲魂之命・菅原道真の五柱を祭神とし、大祭は9月15日となっている。幸宮神社の創立は不明であるが、奉納品のうちに1699年（元禄12年）3月吉日と記されたものがあることから、それ以前の創立と推測されている。神社の由緒としては1685年（貞享2年）の設置、その後1742年（寛保2年）に利根川の水害（寛保の洪水・高潮）により社殿が流出し、隣村の上高野村まで流されてしまう。このため上高野村の八坂社に神輿を預け、毎年の例祭（旧暦：6月7日 ~ 6月18日）の際に幸手宿内に仮屋を作り、氏子一同はこの仮屋を参拝していた。後の1885年（明治18年）に修復したのを機会に、今日の幸宮神社の拝殿に神輿を安置するようになった。このような経緯のため祭神が不詳で1886年（明治19年）6月19日に官幣大社氷川神社より分祀を受ける。そして幸手町を氏子崇敬区域とし、1926年（大正15年）9月に境内社として社殿を新築した。
また現地所在の案内板によれば「幸宮神社は創建より400年以上の歴史を持ち、古くには八幡香取社と称されていたが、1909年（明治42年）に合祀が行われたのを機会に幸宮神社と改称され幸手町の総鎮守となる。棟札によると今日の本殿は1863年（文久3年）に再建され、総欅の流れ造りとなっている。昇り龍・下り龍・獅子（阿形と吽形）・鳳凰・天邪鬼・鷹・松などが彫刻され、稲作の様子を田起こしより収穫まで描いた四季農耕の彫刻がある。拝殿には江戸時代の絵師である宗文の描いた一対の絵馬が奉納されている。祭礼は元旦祭・年越祭・春秋2回の例祭となっている。境内社である大杉神社の神輿は6月27日に渡御されている。八坂の夏祭りでは各町内より山車や神輿が出される。八坂神社は1865年（貞享2年）6月に浪寄天王山に勧請すると八坂神社の古い記録にある。1742年（寛保2年）7月の大洪水で浪寄の八坂神社の神輿は上高野まで流されたとあり、祭の古さを読み取れる。古くには7月14日・15日に祭りが行われていたが、今日では7月の第3土曜日・日曜日に執り行われている。」という折が記されている。この八坂神社の祭りについては「天王様の祭り」と称され、本来は祭りの行われる時期に発生する疫病を払うことを目的としていたが、今日では神輿や山車などで賑やかさを競う祭りに変化してきている。祭りに関しては八坂神社の「天王様の祭り」の他、大杉神社の祭礼である「大杉祭り」が行われている。夏祭りでは神輿が出され、この大杉神社の祭りは「あんばさま」とも称されている。
境内にかつては中央神池が所在し、その周囲には小さな山が作られ児童遊園や休憩場となっていた。現在では山などは姿を消しているが、拝殿前に児童遊具やベンチなどが所在している。境内社として八坂神社と今宮神社が祀られているが、八坂神社は境内社とされる以前大字幸手字浪寄に鎮座し、祭神として建速須佐之男命が祀られていた。
現在境内社として大杉神社、八坂神社、稲荷社が祀られている。境内施設として、本殿（社殿）、舞殿（舞台）、鳥居（「幸宮神社」の神額）、案内板（複数）、狛犬一対、灯籠（複数）、手水舎、境内社（大杉神社・稲荷社に鳥居あり、八坂神社には鳥居なし）、仲町山車庫、児童遊具（ブランコ、鉄棒、滑り台）、ベンチ、「幸宮神社」と彫られた標柱、「幸手市指定有形文化財彫刻　幸宮神社本殿の彫刻」と彫られた標柱、「阿波　大杉神社参拝」と彫られた石碑、「今宮神社 神殿再建」と彫られた石碑、「猿田彦太神」と彫られた石碑、「琴平大神」と彫られた石碑、「神徳無窮」と彫られた石碑、「阿波大杉参拝者寄贈」と彫られた石碑、「國威宣揚」と彫られた石碑、「氏子中」と彫られた石碑、幸宮記念会館（社務所）、「忠靈塔」と彫られた石碑、「記念碑」と彫られた石碑、イチョウの木、杉の木、欅の木、ツバキの木、紫陽花、モチノキ、リュウノヒゲ、ヤツデ、棕櫚などである。

## アクセス
- 東武日光線幸手駅（東口）より北北東方へ徒歩にて約5分（道程約400m）[7]

## 周辺
- 幸手駅
- 幸手中郵便局
- 埼玉りそな銀行幸手支店
- 雷電神社
- 妙観院
- 大正新道（埼玉県道152号加須幸手線）
- 幸手宿（日光街道、埼玉県道65号さいたま幸手線）
- 浅間神社
- 満福寺
- 天神神社
- 大中落悪水路
- 心鏡院
- 香取神社